# 23. korpus (Avstro-Ogrska)
23. korpus je bil korpus avstro-ogrske skupne vojske, ki je bil aktiven med prvo svetovno vojno.

## Poveljstvo
Poveljniki
- Alfred von Schenk: november 1916 - junij 1917
- Maximilian Csicserics von Bacsány: junij - december 1917
- Emmerich Hadfy von Livno: december 1917 - februar 1918
- Emil von Gologorski (v.d.): februar - marec 1918
- Maximilian Csicserics von Bacsány: marec - julij 1918
- Emmerich Hadfy von Livno: julij - avgust 1918
- Maximilian Csicserics von Bacsány: avgust - november 1918

Načelniki štaba
- Adalbert Száhlender: november 1916 - februar 1918
- Othmar von Wallerstein und Marnegg (v.d.): februar - april 1918
- Robert Rychtrmoc: april - november 1918